# روزاليند روزنبرغ
روزاليند روزنبرغ (بالإنجليزية: Rosalind Rosenberg)‏ هي مؤرخة أمريكية، ولدت في 1946.